# 靜岡鐵道A3000型電聯車
靜岡鐵路A3000電聯車（日语：静岡鉄道A3000形電車）是靜岡鐵道的通勤形列車。

## 簡介
本列車是為了取代1000型列車而推出的，名稱中的三個「A」，分別代表「Activate（激活）」、「Amuse（娛樂）」和「Axis（軸）」。
2016年（平成28年）3月24日，首列列車投入服務，2022年（令和4年）預計共會製造12列2輛，編成由共24輛列车组成的列車组。这些列車都由綜合車輛製作所横濱事業製造。
第1編成為A3001-A3501的2輛編成，於2015年（平成27年）12月15日由綜合車輛製作所横濱事業所甲種輸送往富士站，17日由該站乙種輸送往長沼工場。18日下午，这列列車的存在被公布，試車後於2016年3月24日投入服務。此列車是靜岡鐵道繼1000型投入服務43年後，首次有新列車投入服務。
2017年5月24日，第1編成列車得到了鐵道友之會頒發的桂冠獎。

## 車體
除了車頭使用碳鋼外，車體均採用綜合車輛製作所的sustina S13系不鏽鋼車體。車頭燈及車尾燈都採用LED燈來節約能源，車頭及車側的目的地顯示器也使用彩色LED顯示器。
為了保障遇到平交道事故的人們的安全，列車的車頭進行了強化，在車體橫截面中加了一條45°的支柱。

## 機械
列车的控制系統是IGBT-VVVF逆變器，是靜岡鐵道中第一款使用该系统的车型，系统由東洋電機製造。列車配備了兩組逆變器（每組中有兩個電動機）。控制方法是向量控制，斷路器採用了無弧型無氣系統，減少了維護工作。
為了節省維護成本，降低噪音和提高效率，主電動機採用了由東洋電機製的全閉式內風扇鼠籠式三相感應電動機（TDK6254-A）。全閉式內風扇電動機沒有開放部分，因此可以減低噪音，並且採用油潤滑系統，只需要更換潤滑油，從而減低成本。
輔助電源是容量為100kVA，輸出為三相AC440V的靜態逆變器（SIV），採用了備用雙系統，其中兩個逆變器單元和控制單元集成在一個系統中。有利於降低噪音。制動系統使用電指令空氣製動與再生製動，並具有滑動重新粘附功能。集電弓由東洋電機製造，是靜岡鐵道首款採用單臂式集電弓的列車，以減輕重量並節省保養費用。集電弓位于車廂的後方。轉向架採用綜合車輛製作所製的TS-840（動力車）・TS-841（無動力車）空氣彈簧轉向架。車軸軸承為密封型，與傳統軸承相比，可維護性更高。此外，它還配備了車輪塗油裝置，以減少通過彎道時車輪與路軌的磨損。驅動系統採用TD平行驅動，以減低噪音。齒輪比為99:14。
每辆列車上都使用三菱的R407C冷氣，製冷能力為52.3kW（45,000kcal / h）。至於暖氣系統，在中安裝了13台750W暖氣，中則安裝了12台。

## 塗裝
有7編成是用靜岡縣的7種顏色（每种編成使用一種颜色）被稱為「shizuoka rainbow trains」，而5編成是無塗裝的廣告車。
| 色 | 色           | 意思      | 代表     | 對象編成      |
| -- | ------------ | --------- | -------- | ------------- |
|    | 熱情紅       | 情熱 活動 | 草莓     | A3002 - A3502 |
|    | 漂亮的粉紅色 | 可愛 浪漫 | 櫻花蝦   | A3007 - A3507 |
|    | 艷橙黃       | 溫暖 幸福 | 溫州蜜柑 | A3004 - A3504 |
|    | 鮮綠色       | 新穎 優良 | 山葵     | A3008 - A3508 |
|    | 天然綠色     | 安全 自然 | 靜岡茶   | A3003 - A3503 |
|    | 淺藍色       | 安心 誠實 | 富士山   | A3001 - A3501 |
|    | 優雅的藍色   | 上品 信頼 | 駿河灣   | A3005 - A3505 |

| 廣告名稱                | 對象編成      | 時間                |
| ----------------------- | ------------- | ------------------- |
| 靜岡鐵道創立100週年記念 | A3006 - A3506 | 竣工時～2020年5月中 |

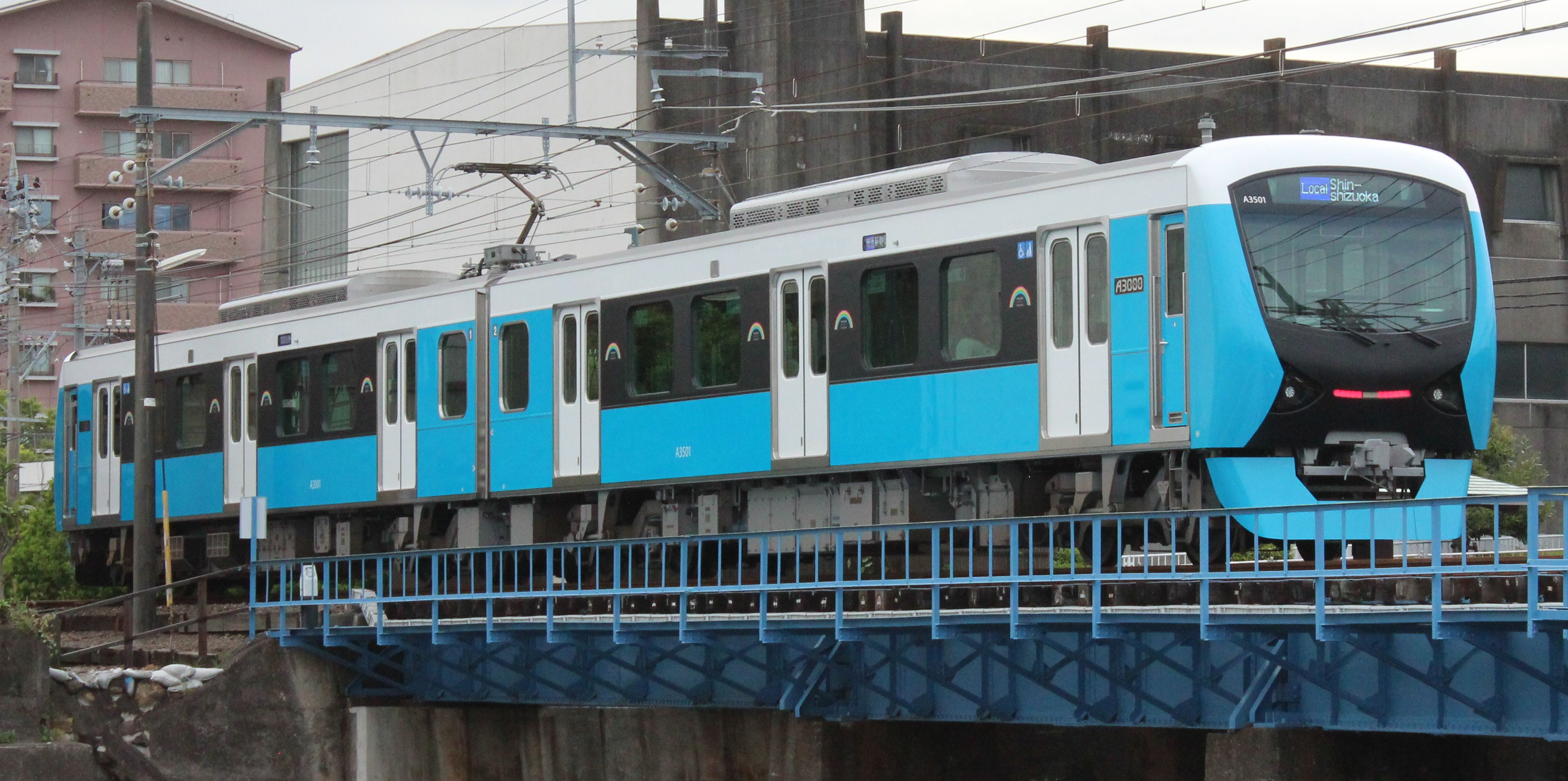
第1編成 淺藍色
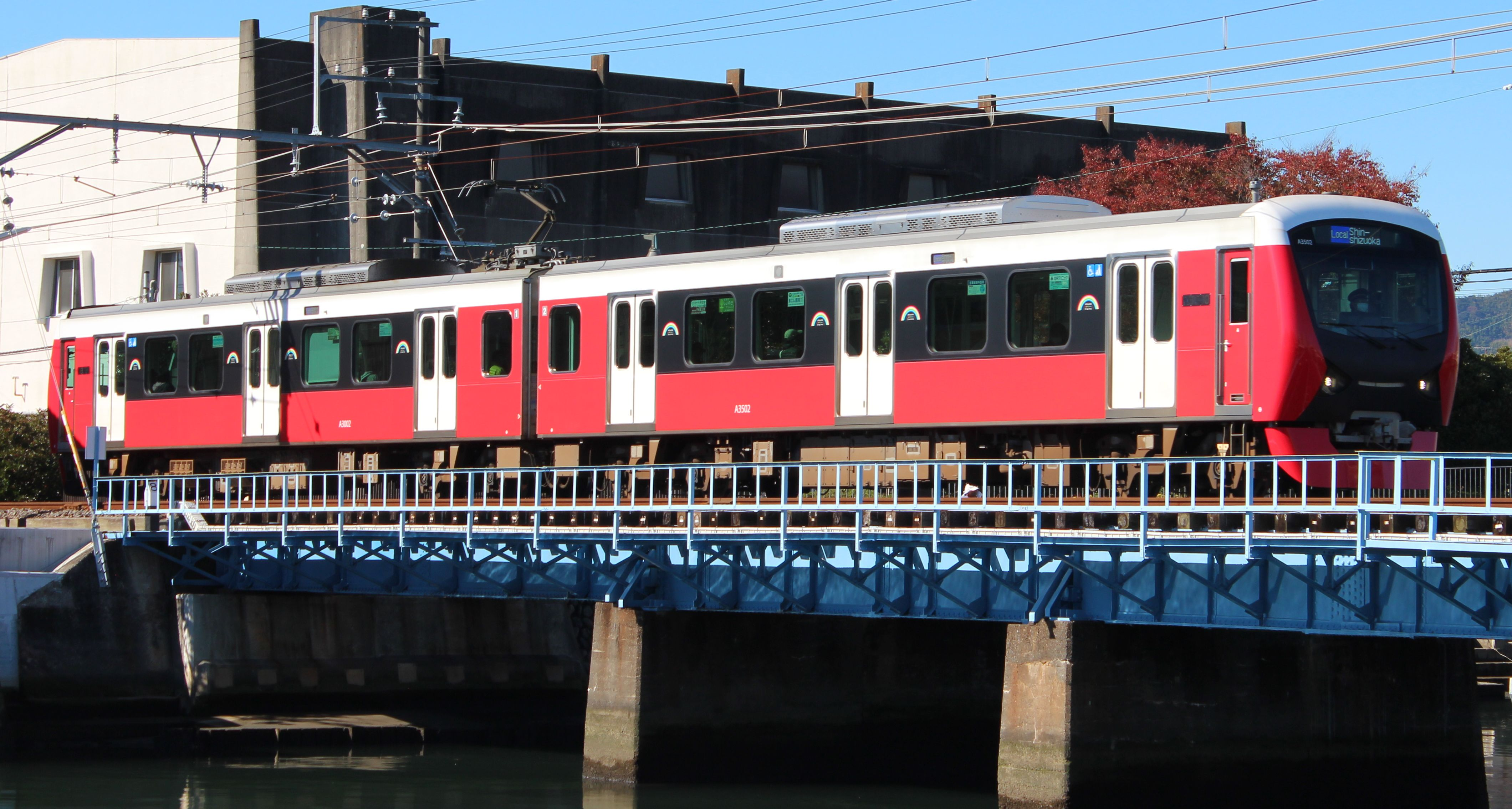
第2編成 熱情紅
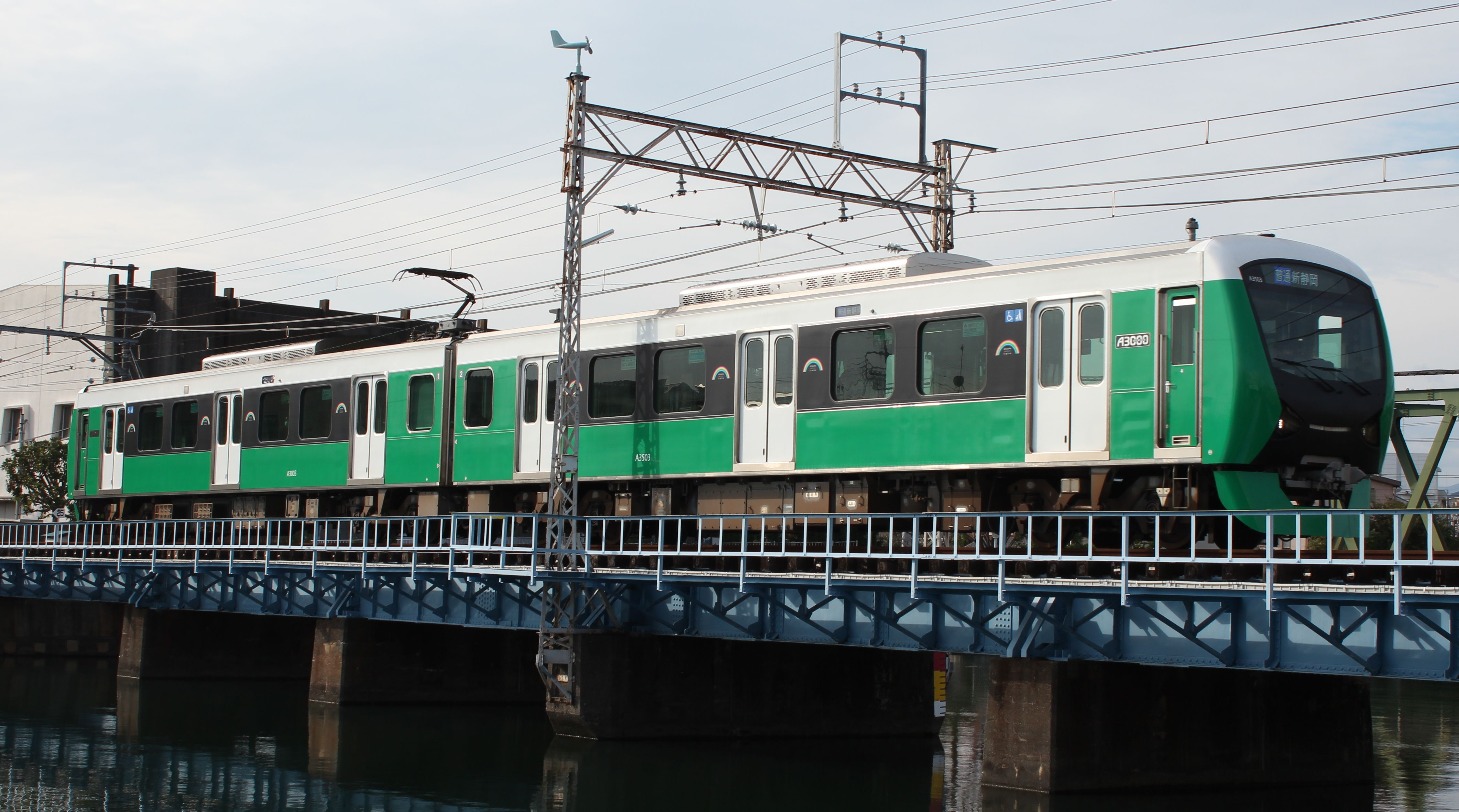
第3編成 天然綠色
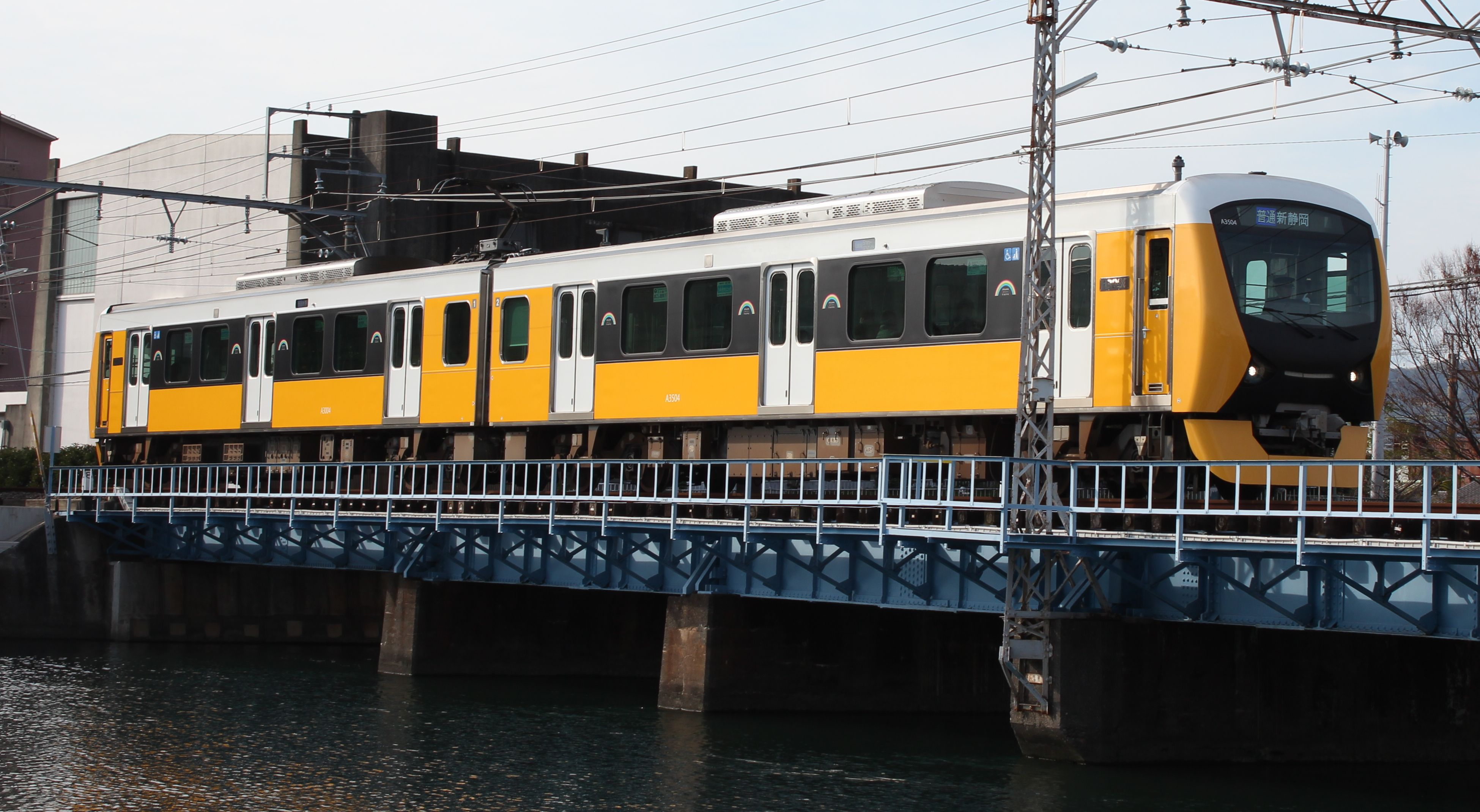
第4編成 艷橙黃
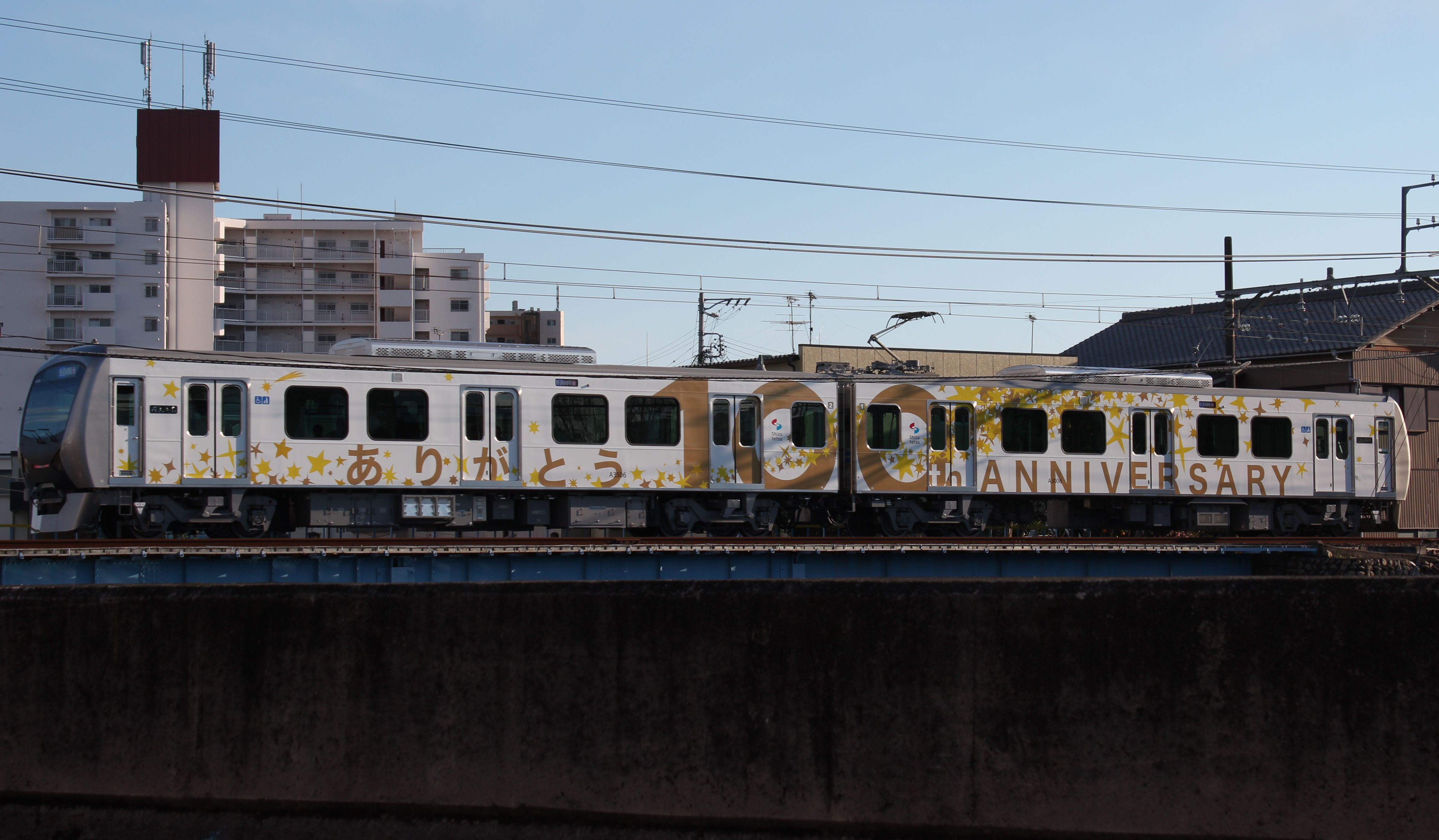
第6編成 靜岡鐵道創立100週年記念車

## 編成表
2020年3月尾時有8編成運行中。計劃於2021年引入3編成、2022年1編成。
| 形 式 | ←新靜岡方向新清水方向→ | ←新靜岡方向新清水方向→ | 車體色                  | 竣工               |
| 形 式 | （Mc）                 | （Tc）                 | 車體色                  | 竣工               |
| 車 號 | A3001                  | A3501                  | shizuoka rainbow trains | 2015年（平成27年） |
| 車 號 | A3002                  | A3502                  | shizuoka rainbow trains | 2017年（平成29年） |
| 車 號 | A3003                  | A3503                  | shizuoka rainbow trains | 2018年（平成30年） |
| 車 號 | A3004                  | A3504                  | shizuoka rainbow trains | 2018年（平成30年） |
| 車 號 | A3005                  | A3505                  | shizuoka rainbow trains | 2019年（平成31年） |
| 車 號 | A3006                  | A3506                  | 無塗裝 （全車廣告車）   | 2019年（平成31年） |
| 車 號 | A3007                  | A3507                  | shizuoka rainbow trains | 2020年（令和2年）  |
| 車 號 | A3008                  | A3508                  | shizuoka rainbow trains | 2020年（令和2年）  |
| 車 號 | A3009                  | A3509                  | 無塗裝 （全車廣告車）   | 2021年（令和3年）  |
| 車 號 | A3010                  | A3510                  | 無塗裝 （全車廣告車）   | 2021年（令和3年）  |

### 備注
1. ↑  此列車更是sustina車體首次用於私鐵列車上
2. ↑  端子電壓440V、電流197A、出力120kW、定格回轉數1,770rpm、効率93.5%
3. ↑  鋁板是寫2016年